# Distrito de Caminaca
Caminaca es un distrito de la provincia de Azángaro en el departamento peruano de Puno, bajo la administración del Gobierno regional de Puno. En el año 2007 tenía una población de 3.828 habitantes y una densidad poblacional de 26,1 personas por km². Abarca un área total de 146,88 km².
Desde el punto de vista jerárquico de la Iglesia católica forma parte de la diócesis de Puno, sufragánea de la arquidiócesis de Arequipa.

## Geografía
Según el INEI, Caminaca tiene una superficie total de 146,88 km². Este distrito se encuentra situado en el sur de la provincia de Azángaro, en la zona centro del departamento de Puno y en la parte sur del territorio peruano. Su capital se halla a una altitud de 3.835 m s. n. m..
| Noroeste: distrito de Achaya                     | Norte: distrito de Arapa | Noreste: distrito de Samán |
| Oeste: distrito de Achaya y distrito de Calapuja |                          | Este: distrito de Samán    |
| Suroeste distrito de Calapuja                    | Sur: distrito de Juliaca | Sureste: distrito de Samán |

## Demografía
Según el censo del año 2007, había 3828 habitantes.
 La densidad de población era 26,1 hab./km².

## Autoridades

### Municipales
- 2022 - 2023
  - Alcalde: ROMULO ALMONTE CALLATA, de Partido político CONFIA.

Teniente alcalde: Alan Eden Huancco Calcina
- 2019 - 2021[4]
  - Alcalde: Richard Edwin Charca Rodríguez, de Gestionando Obras y Oportunidades con liderazgo.
  - Regidores:

  1. Jonas Melecio Huanco Quispe. (Gestionando Obras y Oportunidades con liderazgo)
  2. Pedro Pablo Paccara. Tina (Gestionando Obras y Oportunidades con liderazgo)
  3. Edwin Huancco Ramos. (Gestionando Obras y Oportunidades con liderazgo)
  4. Yolanda Rodruiguez Huancco. (Gestionando Obras y Oportunidades con liderazgo)
  5. Hugo Anastacio Quispe Apaza.

### Policiales
- Comisario:  PNP

### Religiosas
- Diócesis de Puno[5]
  - Obispo: Mons. Jorge Pedro Carrión Pavlich.

## Festividades
- San Sebastián
- San Isidro
- San Salvador

## Atractivos turísticos
- TEMPLO DE SAN SEBASTIAN

Se encuentra ubicado en plena plaza de armas, a su ingreso observamos el piso de piedra graba su portón de madera adornada con piedras de base de sillar según sus pobladores fueron traídos de la ciudad de Putina, a sus costados están ubicados 02 cruces en su contorno de la fachada está adornado de piedras de paja. A la derecha del templo se eleva un imponente torre construida a base de adobe en tres armadas en la parte superior destacan 04 ventanas donde se encuentra ubicada 01 campana mediana y 02 campanas grandes. Fue remodelado en fecha 4 de agosto de 1996 por la Comunidad Distrital de Caminaca.                                                                                                                                                                                                                                                                                 
Al interior del templo encontramos un atrio donde está situada la Virgen María, al margen izquierdo podemos observar al Santo San Sebastián Patrono del Distrito donde cada 20 de enero rinde culto la población, a su lado se encuentra el niño San Salvador donde se festejan cada 6 de agosto, seguido de Santo San Isidro, la Virgen del Carmen, Santiago apóstol, al margen derecho se halla San Pedro y San Pablo, entre otros.
En dicha plaza se encuentra una gigantesca piedra rectangular donde se aprecia grabaciones por ambos lados, las autoridades y población realizan el challachi en cada fiesta patronales y en la renovación de autoridades de las 18 Comunidades Campesinas, la población lo considera como una APU principal del distrito.
- CANTERA DE YESO

A una distancia de 5 km se encuentra una importante cantera de yeso ubicado en la comunidad de Tawacachi Murupaco en una extensión aproximada de 3 km. En la actualidad viene siendo administrado por terceras personas, su comercialización del producto se realiza en la ciudad de Juliaca y distritos aledaños.